# Lovex
Lovex es un grupo de rock procedente de Tampere, Finlandia. 

## Historia
Lovex comenzó oficialmente en el período 2001-2002, cuando varios miembros titulares y un miembro anterior, que había tocado previamente en otras bandas, decidieron crear su propia banda para tocar música rock y divertirse. 
A partir de 2004 se han escrito y grabado una serie de canciones, y luego recibió un contrato de grabación con EMI Finlandia. En agosto de 2005 tuvo el lanzamiento de su primer éxito, "Bleeding ". Su segundo sencillo, "Guardian Angel ", fue lanzado en enero de 2006 y se convirtió en un gran éxito en Finlandia. 
El primer álbum de la banda, Divine Insanity, también fue lanzado en marzo de 2006. En Alemania, Suiza y Austria, el único "Guardian Angel" fue publicado el 5 de enero de 2007, y el álbum fue lanzado el 16 de febrero de 2007. Lovex lanzó su álbum en Japón el 17 de septiembre de 2007. Ofreció una actuación exitosa en el Festival de Eurovisión 2007 con su canción Anyone, Anymore.
En enero de 2010, Lovex subió un demo llamado "Marble Walls" en su MySpace, de su próximo tercer álbum. En el verano de 2010, Lovex comenzó a grabar su tercer álbum Watch Out!.
El 8 de octubre, Vivian anunció a través de Facebook que el álbum estaba listo, y todo lo que había que hacer era la portada del álbum. A principios de 2011, Lovex anunció Watch Out! ‘como fecha de lanzamiento el 11 de mayo. El 5 de abril, la portada de Watch Out! fue publicada. El 14 de abril de Lovex lanzó el video de "Slave for the Glory ". Por último, el 11 de mayo de 2011, el tercer álbum de Lovex " Watch Out! " fue lanzado, y en el mismo día, el segundo sencillo del álbum salió, titulado " EE.UU. " El video de " U.S.A " recibió un disparo en los EE. UU. y en Finlandia. El vídeo fue lanzado el 7 de junio de 2011. En octubre de 2011, el tercer sencillo " Watch Out " desde fue lanzado el álbum del mismo nombre.
Posicionándose en los mejores puestos de las listas de música finesa estos chicos han logrado reunir a un gran grupo de seguidores en su natal Tampere y demás ciudades de Finlandia.
A mediados de septiembre y octubre del 2010 se encuentran trabajando en su tercer álbum. A comienzos de enero del 2011 publicaron la fecha de lanzamiento y la producción de su nuevo sencillo "Slave for the glory" lanzado el 11 de febrero del mismo año con un gran éxito en itunes, también hablando sobre su cambio de etiqueta de grabación EMI.
El 16 de agosto de 2013, la banda publica su cuarto álbum State of Mind, producido por Jiffel Music Group. 
En 2016 la banda lanza su álbum del décimo aniversario titulado Dust Into Diamonds (10th Anniversary Album). Álbum también producido por Jiffel Music Group.

## Alineación actual
Voz: Theon McInsane, nació el 26 de julio de 1982 en Finlandia. En sus propias palabras se define como pacífico y a la vez indecente. Admira a Daniel Johns de Silverchair. Los colores favoritos de Theon son el negro, el rojo y el blanco. Entre sus películas favoritas se encuentran Monsters, Inc. y Rita Heyworth. Su canción favorita de lovex es End of the world. Su frase es: "Time shall see, life wins."
Guitarra: Vivian Sin'amor, nació el 8 de septiembre de 1981 en Finlandia. En sus propias palabras se define como perfeccionista y soñador. Admira a Slash de Guns n' Roses. Sus colores favoritos son el negro, el rojo y el púrpura. Entre sus películas favoritas están la trilogía del Señor de los anillos, Corazón valiente y Moulin Rouge. Su frase es: "No día de trabajo para mí nunca más! Sigue el sueño y lo tendrás...punk!!"
Teclados: Christian, nació el 19 de agosto de 1983 en Finlandia. En sus propias palabras se define a sí mismo como un loco que vive solo con sus emociones. Admira a Hans Zimmer y a Tuomas Holopainen. Sus colores favoritos son el negro y el rojo. Entre sus películas favoritas están La roca y el Gladiator. Su frase: "Sin remordimientos."
Batería: Julian Drain, nació el 11 de marzo de 1988 en Finlandia. En sus propias palabras se define a sí mismo como un pequeño joven y tranquilo baterista, cuya vida es la música. En el escenario es siempre como un todo, una persona nueva, un rockstar. Admira a José Pasillas y a Joey Jordison de Slipknot. Su color favorito es el verde. Entre sus películas favoritas están Ice Age, Matrix y Buscando a Nemo. Su frase: "Vive como si fueras a morir mañana, sueña como si fueras a vivir por siempre." El hermano de Julian, Jimmy Drain también es baterista y toca en una banda llamada Bitch so sweet.
Guitarra: Sammy Black, nació el 1 de enero de 1982 en Finlandia. En sus propias palabras se define a sí mismo como educado, olvidadizo e impuntual. Admira a Joe Satriani y a Emppu Vuorinen. Sus colores favoritos son el negro, el azul eléctrico y el rojo. Entre sus películas favoritas están Waterworld, la trilogía del Señor de los Anillos y Shrek 2. Su frase es: Es mejor quemarse que desaparecer. Sammy también toca la guitarra en otra banda finlandesa llamada Essentia.
Bajo: Jason, nació el 7 de mayo de 1982 en Finlandia. En sus propias palabras se define a sí mismo como grande. Admira a Stu Hamm. Su color favorito es el cobalto oscuro. Dice que no tiene una película favorita como tal, le gustan muchas.

## Discografía

### Álbumes
- Divine Insanity (2006)
- Divine Insanity - Special Edition (2006)
- Divine Insanity - Alemania, Suiza y Austria (2007)
- Divine Insanity - International Version (2007)
- Pretend or surrender (2008)
- Watch Out! (2011)
- State of Mind (2013)
- Dust Into Diamonds (10th Anniversary Album) (2016)

### Sencillos
- Bleeding (2005)
- Guardian Angel (2006)
- Remorse (2006)
- Die A Little More (2006)
- Bullet For The Pain (2006)
- Guardian Angel (2007) Alemania, Suiza y Austria
- Anyone Anymore (2007)
- Take A Shot (2008)
- Turn (2008)
- Ordinary Day Promo (2008)
- Don't Let Me Fall (2009)
- Marble Walls Demo (2010)
- Slave For The Glory (2011)
- U.S.A (2011)

### Videos
- Guardian Angel (2005)
- Bullet for the Pain (2006)
- Anyone, Anymore (listo la semana 14/2007) Nitro / Director Tuomas "Stobe" Harju
- Take A Shot (2008)
- Turn (2008)
- Slave For The Glory (2011)
- USA  (2011)
- Watch Out (2011)
- Action (1013)
- Don Juan (1013)